# 크랜스턴 (로드아일랜드주)
한때 포터셋(영어:Pawtuxet)으로 알려지기도 한 크린스턴(영어:Cranston)은 미국 로드아일랜드 주 프로비던스 군의 도시이다. 2020년 미국 인구 조사에 따르면 도시의 공식 인구는 82,934명으로 로드아일랜드주에서 두 번째로 많다. 로드아일랜드의 인구중심 크랜스턴에 있다. 크랜스턴은 프로비던스 대도시권의 일부이다.
크랜스턴 마을은 포터셋강 북쪽의 프로비던스 일부에서 만들어졌다. 영토의 많은 부분을 이웃 마을과 프로비던스 시에 잃은 후, 크랜스턴은 1910년 3월 10일에 도시가 되었다.

## 역사
토지의 대부분은 1638년에 포터셋 구입의 일환으로 내러갠셋족으로부터 로저 윌리엄스가 매입했다. 지역 주민들은 몇십년동안 Cranston 타운은 Pawtuxet 강 북쪽의 프로비던스 일부에서 1754년 총회에 의해 결국 만들어졌다. 역사가들은 이 마을의 이름이 로드아일랜드 주지사 중 최장기 주지사였던 새뮤얼 크랜스턴 (Samuel Cranston)의 이름을 따서 지은 것인지 아니면 그 도시가 건설될 당시 로드아일랜드 하원 의장을 역임했던 그의 손자 토마스 크랜스턴(Thomas Cranston )의 이름을 따서 지은 것인지 논쟁을 벌이고 있다. 1770년대 초반에 Cranstonians가 영국 의회의 강제 법안에 반대하는 결의안을 찬성 투표한 Caleb Arnold와 Nehemiah Knight 의 선술집에서 마을 회의가 열렸고, 도시는 독립 전쟁 동안 Patriot 대의를 크게 지지했다. 19세기에 걸쳐 많은 영토를 이웃 마을과 프로비던스 시에게 빼앗긴 후 크랜스턴은 1910년 3월 10일에 도시가 되었다.
크랜스톤에 사는 많은 이탈리아계 미국인들은 1900년대 초반에 크랜스톤의 나이츠빌 지역에 주로 정착한 이태리 이트리 이민자들의 후손이다. 크랜스턴은 이트리의 마돈나 델라 치비타 축제 (Madonna della Civita Feast)에 영향을 받은 성 매리의 날 축제(St. Mary's Feast)로 유명하다. 2000년에 크랜스턴과 이트리는 자매결연을 맺었다.

## 지리
미국 인구조사국에 따르면 이 도시의 총 면적은 29.9 제곱마일 (77 km2)이고, 그 중 28.6 제곱마일 (74 km2) 은 육지, 1.4 제곱마일 (3.6 km2) (4.54%)는 물이다.

## 인구통계
| 인구조사              | 인구   | Note | %±     |
| --------------------- | ------ | ---- | ------ |
| 1790년                | 1,990  |      | —      |
| 1800년                | 1,644  |      | −17.4% |
| 1810년                | 2,161  |      | 31.4%  |
| 1820년                | 2,274  |      | 5.2%   |
| 1830년                | 2,653  |      | 16.7%  |
| 1840년                | 2,902  |      | 9.4%   |
| 1850년                | 4,311  |      | 48.6%  |
| 1860년                | 7,500  |      | 74.0%  |
| 1870년                | 4,822  |      | −35.7% |
| 1880년                | 5,940  |      | 23.2%  |
| 1890년                | 8,099  |      | 36.3%  |
| 1900년                | 13,343 |      | 64.7%  |
| 1910년                | 21,107 |      | 58.2%  |
| 1920년                | 29,407 |      | 39.3%  |
| 1930년                | 42,911 |      | 45.9%  |
| 1940년                | 47,085 |      | 9.7%   |
| 1950년                | 55,060 |      | 16.9%  |
| 1960년                | 66,766 |      | 21.3%  |
| 1970년                | 74,287 |      | 11.3%  |
| 1980년                | 72,534 |      | −2.4%  |
| 1990년                | 75,043 |      | 3.5%   |
| 2000년                | 79,269 |      | 5.6%   |
| 2010년                | 80,387 |      | 1.4%   |
| 2020년                | 82,934 |      | 3.2%   |
| U.S. Decennial Census |        |      |        |

## 정치
대통령 선거에서 Cranston은 공화당 대통령 후보가 30년이 넘도록 도시에서 승리하지 못했기 때문에 확실하게 민주당강세지역이다.

### 교통
4개의 고속도로 크랜스턴을 통과한다. 크랜스턴을 통과하는 고속도로로는 I-95, I-295, RI 10 (헌팅턴 고속도로) 및 RI 37 가 있다. 크랜스턴의 다른 주 번호 도로는 US 1, US 1A, RI 2, RI 5, RI 12, RI 33, RI 51, RI 115 및 RI 117이다.

## 자매도시
- 이태리 라치오주 이트리